# Robert Lang (Schauspieler)
Robert Lang (* 24. September 1934 in Bristol, Gloucester; † 6. November 2004 in Sutton, London) war ein britischer Bühnen- und Fernsehschauspieler.

## Leben
Lang wurde 1934 als Sohn von Lily Violet (geborene Ballard) und Richard Lionel Lang geboren. Er besuchte die Fairfield Grammar School und die St Simon’s Church School. Anfangs wollte er Meteorologe werden, ging dann aber an die Bristol Old Vic Theatre School.
Lang debütierte am Garrick Theatre als Uncle Ernest in Oh! My Papa!
1962 holte Laurence Olivier ihn zusammen mit anderen Schauspieler zum neu gegründeten National Theatre. Zu dieser Zeit war Lang bereits ein hochgelobter Schauspieler. Oliver war besonders von seinen Auftritten als Theseus in A Midsummer Night’s Dream am Royal Court und als Schauspieler in Maxim Gorkis The Lower Depths an der Royal Shakespeare Company beeindruckt. Für seinen Auftritt als Pierre Cauchon, Bischof von Beauvais, in George Bernard Shaws Die heilige Johanna lobte ihn der Kritiker Caryl Brahms für seine stille Größe, Kohärenz und Schwerkraft.
Mitte der 1970er war er zwei Jahre Direktor der Cambridge Theatre Company. 1971 heiratete er Ann Bell und hatte mit ihr zwei Kinder.

## Filmographie (Auswahl)
- That Was The Week That Was[3]
- 1965: Othello
- 1967: Callan (Fernsehserie, 1 Folge)
- 1969: Eine Reise mit der Liebe und dem Tod (A Walk with Love and Death)
- 1970: Totentanz der Vampire (The House That Dripped Blood)
- 1973: Der Mackintosh-Mann (The MacKintosh Man)
- 1973: Die Nacht der tausend Augen (Night Watch)
- 1974: Thriller (Fernsehserie, 1 Folge)
- 1976: Brüll den Teufel an (Shout at the Devil)
- 1976: Mit Schirm, Charme und Melone (The New Avengers; Fernsehserie, 1 Folge)
- 1978: Der große Eisenbahnraub (The First Great Train Robbery)
- 1978: Der Schrecken der Medusa (The Medusa Touch)
- 1979: Die unglaublichen Geschichten von Roald Dahl (Tales of the Unexpected); Fernsehserie, 1 Folge
- 1988: Hawks – Die Falken (Hawks)
- 1988: Inspektor Morse, Mordkommission Oxford (Inspector Morse; Fernsehserie, 1 Folge)
- 1989: Die Chroniken von Narnia: Prinz Kaspian & Die Reise auf der Morgenröte (The Chronicles of Narnia: Prince Caspian & The Voyage of the Dawn Treader)
- 1993: Der Prozeß (The Trial)
- 1994: Vier Hochzeiten und ein Todesfall (Four Weddings and a Funeral)
- 1996: Mütter & Söhne (Some Mother’s Son)
- 1996: Rasputin (Rasputin: Dark Servant of Destiny)
- 1997: Oscar Wilde (Wilde)
- 1998: Unser gemeinsamer Freund (Our Mutual Friend)
- 1999: Rosamunde Pilcher: Das große Erbe (Nancherrow)
- 2001: Inspector Barnaby (Midsomer Murders; Fernsehserie, 1 Folge)
- 2002: Heartbeat (Fernsehserie, 1 Folge)
- 2002: The Bill (Fernsehserie, 1 Folge)
- 2002: Die Forsyte-Saga (The Forsyte Saga)